# Phurumbu
Phurumbu (en népalais : फुरुम्वु) est un comité de développement villageois du Népal situé dans le district de Taplejung. Au recensement de 2011, il comptait 2 413 habitants.